# فسقية

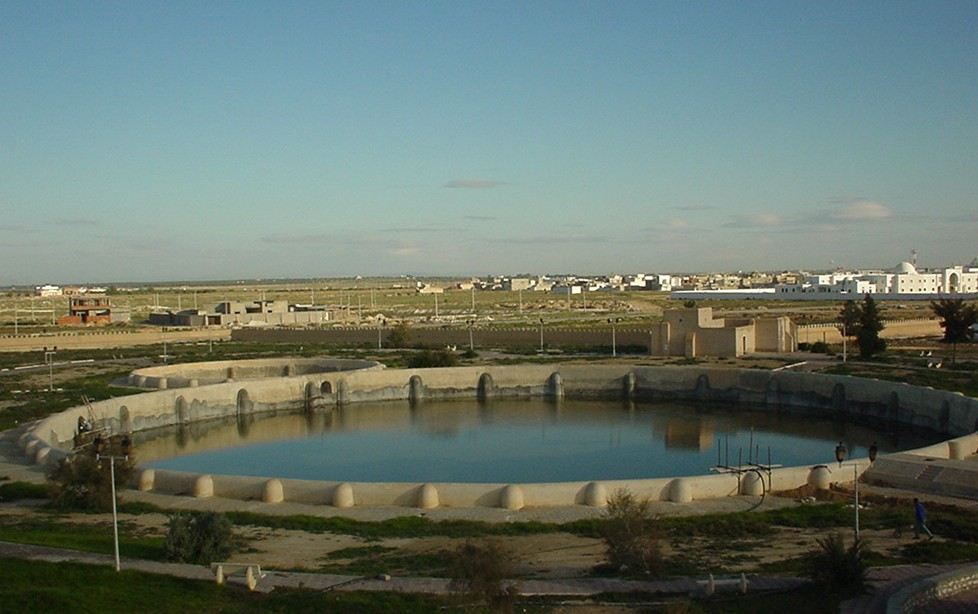
فسقية بطراز الأغالبة.

الفسقية هي حوض ماء يستخدم لسقاية الزروع، يكون عادة دائري الشكل وتكون مبلطة عادة بالمرمر الأبيض.